# Fejervarya schlueteri
Fejervarya schlueteri és una espècie de granota que viu a Borneo.